# Gruszówka
Gruszówka (ukr. Грушівка) – wieś na Ukrainie w rejonie kowelskim obwodu wołyńskiego.
W czasie okupacji niemieckiej mieszkające tutaj polskie małżeństwo Kotowskich udzielało pomocy Żydom. W 2012 roku Instytut Jad Waszem uhonorował za to pośmiertnie Władysława i Marię Kotowskich tytułami Sprawiedliwych wśród Narodów Świata.
31 sierpnia 1943 roku oddziały polskiej samoobrony rozgromiły w Gruszówce oddziały OUN-UPA przygotowujące się do napaści na miejscowość Zasmyki.